# Eugen de Württemberg (1758–1822)

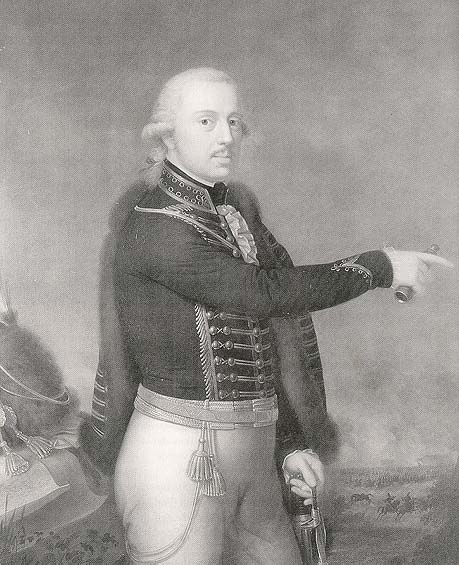
Eugen de Württemberg

Ducele Eugen de Württemberg (germană Herzog Eugen Friedrich Heinrich von Württemberg; 21 noiembrie 1758 – 20 iunie 1822) a fost prinț german. El a fost fratele mai mic al regelui Frederic I de Württemberg.

## Biografie
Ducele Eugen s-a născut la Schwedt, ca al treilea copil al Ducelui Frederic al II-lea Eugen de Württemberg (1732–1797) și al Prințesei Sophia Dorothea de Brandenburg-Schwedt (1736–1798).
Eugen a fost educat de Johann Georg Schlosser, un frate al lui Johann Wolfgang von Goethe. Prințul a intrat în armată prusacă. În Războiul celei de-a Patra Coaliții, în Bătălia de la Jena-Auerstedt el a comandat cavaleria de rezervă a armatei prusace. La 18 octombrie 1806 a luptat în Bătălia de la Halle unde a fost învins de mareșalul Jean Bernadotte (mai târziu a devenit regele Carol al XIV-lea Ioan al Suediei).

## Căsătorie și copii
La 21 ianuarie 1787, la Meiningen, el s-a căsătorit cu  Prințesa Louise de Stolberg-Gedern, fiica Prințului Christian Karl de Stolberg-Gedern și a contesei Eleanore Reuss de Lobenstein. Louise era văduva lui Karl Wilhelm, Duce de Saxa-Meiningen. Ei au avut cinci copii:
- Ducele Eugen de Württemberg (18 ianuarie 1788 – 16 septembrie 1857), căsătorit în 1817 cu Prințesa Mathilde de Waldeck și Pyrmont, au avut copii. S-a căsătorit a doua oară în 1827 cu Prințesa Helene de Hohenlohe-Langenburg, au avut copii.
- Ducesa Louise de Württemberg (4 iunie 1789 – 26 iunie 1851), căsătorită în 1811 cu Friedrich August Karl, Prinț de Hohenlohe-Oehringen, au avut copii.
- Ducele Georg Ferdinand de Württemberg (15 iunie 1790 – 25 decembrie 1795)
- Ducele Heinrich de Württemberg (13 decembrie 1792 –28 noiembrie 1797)
- Ducele Paul Wilhelm de Württemberg (25 iunie 1797 – 25 noiembrie 1860), căsătorit în 1827 cu Prințesa Maria Sophia de Thurn și Taxis, au avut copii.